# عباس‌آباد فخرایی
عباس‌آباد فخرایی، روستایی از توابع بخش مرکزی شهرستان دزفول در استان خوزستان ایران است.

## مردم
ساکنین منطقه از ایل سکوند می باشند و به زبان لری سخن می گویند.

## جمعیت
این روستا در دهستان قبله‌ای قرار دارد و براساس سرشماری مرکز آمار ایران در سال ۱۳۸۵، جمعیت آن ۴۰۳ نفر (۸۹خانوار) بوده‌است.